# Николай Гагамов
Николай Петков Гагамов е български политик от Българската комунистическа партия (БКП).

## Биография
Роден е на 23 януари 1919 г. в Кушланли, Западна Тракия, тогава в Царство България. Работи като учител. По време на Втората световна война е ятак на партизаните от района на Ямбол. След Деветосептемврийския преврат от 1944 година влиза в системата на Министерството на вътрешните работи. От 1949 г. е секретар на Окръжния комитет на БКП в Ямбол, а след това секретар на Окръжния комитет на БКП в Стара Загора. През 1959 г. е назначен за председател на Изпълнителния комитет на Окръжния народен съвет в Ямбол. В същото време е член на Бюрото на Окръжния комитет на БКП в града. В периода 19 ноември 1966 – 25 април 1971 г. е кандидат-член на Централния комитет на БКП. В Ямболския регионален архив се пазят негови документи, спомени и други – ф. 1085, 14 а.е.